# Józef Antoni Łodziński
Józef Antoni Łodziński herbu Radwan (ur. w kwietniu 1692, zm. 1743), duchowny rzymskokatolicki, franciszkanin, święcenia kapłańskie w 1715. Od 3 marca 1729 sufragan inflancki i tytularny biskup Gerasa w Arabia, doktor teologii.
Prowadził misje na terenie diecezji.
Pochowany w kościele klasztornym franciszkanów-reformatów Niepokalanego Poczęcia NMP w Kętach.